# Annales franc-comtoises
Les Annales franc-comtoises est une « revue religieuse, historique et littéraire » éditée à Besançon dans la seconde moitié du XIXe siècle. De parti pris catholique, elle présente des travaux de littérateurs et d'historiens régionaux qui veulent souligner « l’apport décisif du catholicisme dans l’identité franc-comtoise ».  
La revue mensuelle est créée en 1864 pour répondre à la  Revue littéraire de Franche-Comté, républicaine et anticléricale,  lancée en novembre 1863. Le rôle de l'abbé Besson est déterminant dans ce combat idéologique entre les défenseurs d'un conservatisme clérical et les partisans d'une société déchristianisée et progressiste.
Dans l'éditorial du premier numéro l'abbé Besson définit les objectifs de la revue : « Après les intérêts de la religion, rien ne nous est plus cher que ceux de notre province ». Revendiquant plusieurs fois « le dévouement à l’Église et l'amour de l'histoire locale », l'abbé Besson élargit cependant les centres d'intérêt des Annales franc-comtoises naissantes : «  La poésie, l'éloquence, la critique artistique et littéraire, les nouvelles et les récits de voyage, doivent être mêlés, dans une juste mesure, à des travaux plus sérieux, pour donner à une Revue de la variété, de l'intérêt et de l'agrément. »  
La revue regroupe chaque année les articles en volume et elle soutient  la publication de sommes historiques engagées comme l' Histoire de la persécution révolutionnaire dans le département du Doubs (7 tomes) de Jules Sauzay 1867-73.
Les Annales franc-comtoises ont été éditées durant deux périodes distinctes : 1864-1870 et 1886-1905 (Nouvelles Annales franc-comtoises ou Annales franc-comtoises Nouvelle série, parution tous les deux mois), toujours dans la même orientation catholique et conservatrice. Pour illustration, l'abbé Touchet termine ainsi sa conférence en 1892 sur L’Église et la science par cette envolée caractéristique (page 264) : « La métaphysique athée, voilà l'ennemie ! l'ennemie de Dieu, l'ennemie du genre humain! ». Autre exemple l'article de E.-C. Gaudot sur Rouget de Lisle et la Marseillaise (page 379) : « De son propre aveu, Rouget de Lisle a fait la Marseillaise, sinon en complet état d'ivresse, du moins étant légèrement aviné », cet hymne « ignoblement braillé autour des échafauds en des jours de funèbre démence » qui « reste le mot d'ordre de la révolution sociale internationale » (note 1 page 379).